# 今井村 (岡山県)
今井村（いまいそん）は、岡山県小田郡にあった村。現在の笠岡市の一部にあたる。

## 地理
今立川の上中流域に位置していた。
- 山岳：石槌山[2]

## 歴史
- 1889年（明治22年）6月1日、町村制の施行により、小田郡園井村、今立村、広浜村、馬飼村、絵師村が合併して村制施行し、今井村が発足[1][2]。旧村名を継承した園井、今立、広浜、馬飼、絵師の5大字を編成[2]。
- 1951年（昭和26年）4月1日、笠岡町に編入され廃止[1][2]。編入後、笠岡町大字園井・今立・広浜・馬飼・絵師となる[2]。

## 産業
- 農業[3]